# Picumnus cinnamomeus
Picumnus cinnamomeus là một loài chim trong họ Picidae.